# Абу Рафи
Абу Рафи‘ аль-Кибти (араб. أبو رافع القِبطي‎; ум. до 660, Эль-Куфа, совр. Ирак) — сподвижник пророка Мухаммада и его вольноотпущенник (мавля). Точное имя Абу Рафи неизвестно. Чаще всего называются имена Ибрахим или Аслам. Согласно другим сообщениям его звали Салих,Абду-р-Рахман, Язид, Сабит и т. д. Он известен под прозвищами Рювейфи и Бурейх.

## Биография
По происхождению Абу Рафи был коптом. Он был рабом дяди Мухаммада аль-‘Аббаса ибн ‘Абду-ль-Мутталиба и был подарен Пророку. После принятия аль-‘Аббасом ислама Мухаммад освободил Абу Рафи и женил на своей наложнице Сальме. Сальма родила ему Убайдуллаха. Абу Рафи принял ислам в Мекке вместе с женой аль-‘Аббаса Умм аль-Фадль. Она была мусульманкой, она не могла эмигрировать, потому что была рабыней.
Абу Суфьян, описывая поражение, которое мекканцы потерпели при Бадре, сказал, что они были побеждены людьми, одетыми в белое и верхом на чёрных лошадях, стоявшими между небом и землёй. Когда Абу Рафи заявил, что они ангелы, он был избит Абу Лахабом. Абу Рафи отвёз в Медину выкуп за аль-Аббаса, взятого в плен при Бадре. После битвы при Бадре переселился в Мекку и прислуживал пророку Мухаммаду.
Участвовал в битве при Ухуде и последующих походах мусульман против многобожников. В поход на Хайбар Абу Рафи отправился со своей женой Сальмой. Позже Сальма была акушеркой при рождении сына пророка Мухаммада Ибрахима (апрель 630 г.). Когда Абу Рафи сообщил Пророку, что у него родился сын, тот подарил ему раба.
Участвовал в умре 629 года и завоевании Египта (639—641). Передавал хадисы. Умер в Куфе предположительно между 655 и 660 годом. Аль-Вакиди сообщил, что Абу Рафи умер в Медине до убийства халифа Усмана ибн Аффана (ум. 656). У него осталось шестеро детей: Рафи‘, Хасан, Убайдуллах, Мутамир (Мугира), ‘Али и Сальма.